# Jaak Panksepp
Jaak Panksepp (Tartu, Estonia, 5 de junio de 1943 - Bowling Green (Ohio), 17 de abril de 2017) fue un psicólogo, psicobiólogo y neurocientífico estadounidense de origen estonio.

Ocupaba la cátedra Baily para la ciencia del bienestar animal del departamento de Veterinaria y anatomía comparada, farmacología y fisiología en la facultad de Medicina veterinaria de la Universidad Estatal de Washington. Además fue profesor emérito del departamento de Psicología en la Bowling Green State University.

## Investigaciones
Panksepp dirigió muchos experimentos; en uno con ratas, encontró que estos roedores muestran señales de sentir miedo cuando se les coloca un pelo de gato cerca de ellos, incluso aunque jamás hubieran estado cerca de estos animales. Panksepp teorizó a partir de ese experimento que es posible que las investigaciones de laboratorio llevadas a cabo con ratas pudiesen estar normalmente sesgadas debido a que investigadores que poseían gatos en sus domicilios podían tener pelos pegados en su ropa. Intentó replicar el experimento usando cabello canino, pero las ratas no mostraron ninguna señal de miedo (Gardin y Johnson, 2005).
En el documental Por qué los Perros Sonríen y los Chimpancés Gritan (1999), aparece para comentar sobre la investigación de alegría en ratas: las ratas a las que les hacía cosquillas producían un sonido agudo, supuestamente identificado con la risa.
Panksepp es también conocido por publicar un artículo en 1979 sugiriendo que los péptidos opiodies podrían desempeñar una función en la etiología de autismo, según lo cual él propuso que el autismo podría ser «un disturbio emocional surgido de un trastorno en el sistema de opiodes cerebral» (Panksepp, 1979).
Temple Grandin utiliza la obra de Panksepp para describir cómo un conocimiento de los sistemas emocionales primarios (BÚSQUEDA, IRA, MIEDO, DESEO SEXUAL, PANICO/tristeza, CUIDADO, JUEGO), así como los mecanismos que los activan, puede contribuir a  mejorar el cuidado humano del ganado y el bienestar de las mascotas.

## Publicaciones
- Panksepp, J., Biven, L. 2012. The Archaeology of Mind: Neuroevolutionary Origins of Human Emotion. New York: W. W.  Norton & Company. W W Norton page
- Panksepp J (ed.) 2004. A Textbook of Biological Psychiatry, New York, Wiley
- Panksepp, J. 1998. Affective Neuroscience: The Foundations of Human and Animal Emotions. New York: Oxford University Press.
- Panksepp, J (ed.) 1996. Advances in Biological Psychiatry, Vol. 2, Greenwich, CT: JAI Press.
- Panksepp, J (ed.) 1995. Advances in Biological Psychiatry, Vol. 1, Greenwich, CT: JAI Press.
- Clynes, M. Panksepp, J. (eds.) 1988. Emotions and Psychopathology, New York, Plenum Press.
- Morgane, J. P., Panksepp, J. (eds.) 1981. Handbook of the Hypothalamus: Vol. 4 : Part B. Behavioral Studies of the Hypothalamus. New York: Marcel Dekker, Inc.
- Morgane, J. P., Panksepp, J. (eds.) 1980. Handbook of the Hypothalamus: Vol. 3 : Part A. Behavioral Studies of the Hypothalamus. New York: Marcel Dekker, Inc.
- Morgane, J. P., Panksepp, J. (eds.) 1980. Handbook of the Hypothalamus: Vol. 2 : Physiology of the Hypothalamus. New York: Marcel Dekker, Inc.
- Morgane, J. P., and Panksepp, J. (eds.) 1979. Handbook of the Hypothalamus: Vol. 1 : Anatomy of the Hypothalamus. New York: Marcel Dekker, Inc.